# Early sunsets over Monroeville
«Early sunsets over Monroeville» (en español: «Atardeceres tempranos sobre Monroeville») es la octava canción del disco I brought you my bullets, you brought me your love de My Chemical Romance.

## Significado
Se basa en la historia de la película El amanecer de los muertos (filmada en la alameda de Monroeville, en Pensilvania, Estados Unidos), donde un hombre y una mujer están separados y la mujer es mordida por un zombi. Tan difícilmente como es, el hombre tiene que matarla antes de que ella lo mate a él. Esta es una de las dos canciones del álbum en que Frank Iero toca la guitarra.
Existe el rumor de que la canción fue escrita por Alex Saavedra de Eyeball Records, con un significado secundario tomado de una exnovia de Monroeville (un suburbio de Pittsburgh).